# Новомихайлівка (Орловська область)
Новомихайлівка (рос. Новомихайловка) — село у Корсаковському районі Орловської області Російської Федерації.
Населення становить 251 особу. Входить до муніципального утворення Новомихайловське сільське поселення.

## Історія
Населений пункт розташований у межах Чорнозем'я та історичного Дикого Поля. Від 30 липня 1928 року у складі Орловського округу Центрально-Чорноземної області, 13 червня 1934 року після ліквідації Центрально-Чорноземної області населений пункт увійшов до складу новоствореної Курської області.
З 27 вересня 1937 року в складі новоствореної Орловської області.
Від 2013 року входить до муніципального утворення Новомихайловське сільське поселення.

## Населення
| 1857 | 1859 | 1915  | 2010 |
| ---- | ---- | ----- | ---- |
| 367  | ↗387 | ↗1076 | ↘251 |